# 若妻物語
『若妻物語』（わかづまものがたり、原題：Young Wives' Tale）は、1950年に撮影され、1951年に公開されたイギリス映画のコメディ映画。オードリー・ヘプバーンがクレジットの7番目に登場。日本未公開。

## あらすじ
イギリスの戦後の住宅難で、同じ家に2組の夫婦とタイピストのイヴ（ヘプバーン）が住んでいる。なかなか赤ちゃんの子守がいなかったが、やっと完璧な子守のギャロップが見つかる。ところが夫婦の組み合わせが逆だと思われてしまったために、災難と誤解の連続になってしまう。またイヴは誰かに後をつけられて、その男たちに襲われると思い込んでいてノイローゼ気味になっていく。

## キャスト
- サビーナ・ペナント：ジョーン・グリーンウッド
- ロドニー・ペナント：ナイジェル・パトリック
- ブルース・バニング：デレク・ファー
- ビクター・マニフィールド：ガイ・ミドルトン
- 子守のギャロップ：アスィーニ・ザイラー
- マリー・バニング：ヘレン・チェリー
- イヴ・レスター：オードリー・ヘプバーン
- ブロット看護婦：ファビア・ドレイク
- リージェント・パークの看護師：アイリーン・ハンドル
- リージェント・パークの看護師：ジョアン・サンダーソン
- アヤ：セルマ・ヴァズ・ディアス
- ヴァレンタイン：アンソニー・ディーナー
- エリザベス：キャロル・ジェームス
- タクシードライバー：ジャック・マクノートン
- パブの客：ブライアン・アールトン

## エピソード
監督のヘンリー・カスは撮影中オードリー・ヘプバーンにつらくあたり、のちにヘプバーン自身が「唯一撮影が楽しくなかった映画です。叱られてばかりでした。私が下手だったからでしょうね。」「撮影中の半分くらいは泣いてばかりでした。でもジョーン・グリーンウッドやナイジェル・パトリックたちはとても優しく私をかばってくれました。」と答えている。
また、自分の出番を待っている間、ヘプバーンは色付き粘土で魅力的な小さな像を作って時間を潰していたという。何もかも失敗した時は彫刻家になろうと思っていたらしいことを何人かのキャストが覚えていた。共演者のヘレン・チェリーは「彼女の人形はとても美しかった。細かい点に神経が行き届いてたわ…オードリーの演技と同じで。」と語っている。
またデレク・ファーは「ヘプバーンはとても人見知りだったので、映画のキャストは誰も彼女のことをよく知らなかった。」という。やがて彼は撮影後に毎晩ヘプバーンを車で撮影所から自宅まで送るようになるが、ある時ヘプバーンがアソシエイティッド・ブリティッシュ＝パテ・ピクチャーズ（英ABC）と長期契約を結ぶように言われていて悩んでいるのを見た。ファーは「するなよ、君はそんな契約にはもったいないよ」「お金はそのうちきっとできるから」とアドバイスしている。
何年かのち、ジョーン・グリーンウッドは「ミス・ヘプバーンは魅力的で、彼女が自分に適した場所を見つけるのは時間の問題に過ぎないと思いました。」とライターに語った。
この作品はアメリカでは1952年にストラットフォード・ピクチャーズによって短期間ではあるが封切られた。その後の『ローマの休日』のヒットでさらに儲けようと、アライド・アーティスツは1954年にヘプバーンを前面に出して宣伝し、この映画をリバイバルした。ただし映画自体は酷評されている。
日本では劇場未公開のままであるが、オードリー・ヘプバーン生誕90周年の2019年6月14日、『BS10スターチャンネル presents　オードリー・ヘプバーン映画祭』開催中に109シネマズ二子玉川にて1回のみ特別上映された。